# Wojciech Trąmpczyński
Wojciech Stefan Trąmpczyński (dt. auch Adalbert von Trampczynski; * 8. Februar 1860 in Debowa; † 2. März 1953 in Poznań) war ein polnischer Politiker im Deutschen Kaiserreich und der zweiten Republik Polen. Er war in dieser nacheinander Sejmmarschall und Marschall des Senats.

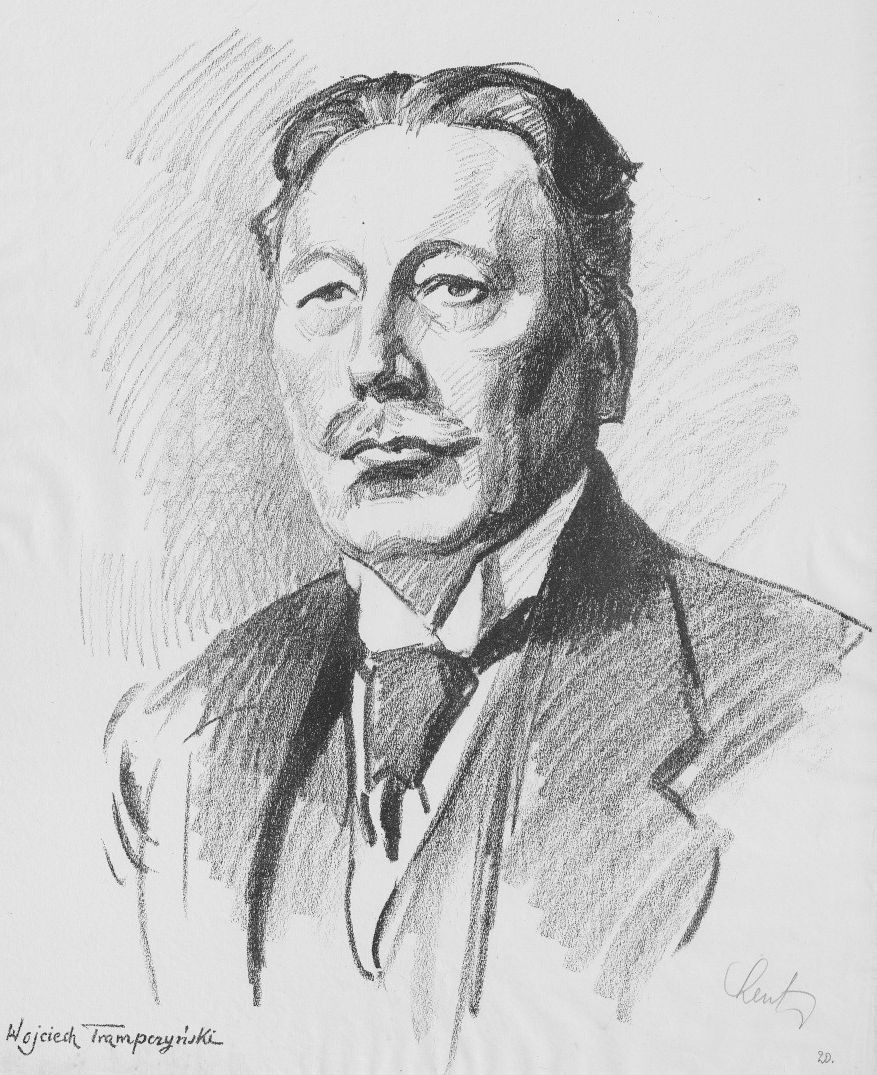
Porträt Wojciech Trąmpczyński von Stanisław Lentz

## Leben
Trąmpczyński stammte aus einer Familie von Gutsbesitzern. Er studierte Rechtswissenschaften in Breslau und Berlin. Seit 1886 betrieb er eine Rechtsanwalts- und Notarspraxis in Posen.
Er gehörte dem Stadtrat von Posen als Mitglied der polnischen Fraktion an. Zwischen 1911 und 1918 war er auch Mitglied des Preußischen Abgeordnetenhauses und von 1912 bis 1918 des Reichstags. Er war dort Vorsitzender der polnischen Fraktion. Während des Ersten Weltkrieges wirkte er im geheimen überparteilichen polnischen Bürgerkomitee.
Im Januar 1919 wurde er vom Obersten Volksrat zum Verwalter der von Polen beanspruchten Provinz Posen ernannt, wogegen das preußische Staatsministerium scharf protestierte. Kurze Zeit später, am 14. Februar 1919, wurde er zum Sejmmarschall (d. h. zum Parlamentspräsidenten) gewählt und organisierte die Kanzlei des Sejm. Während des Polnisch-Sowjetischen Krieges von 1920 war er Vorsitzender des Bürgerkomitees für Staatsverteidigung. Auf Basis der Märzverfassung von 1921 übernahm er als Sejmmarschall bei der Bildung einer Regierung eine Vermittlerrolle zwischen dem Staatsoberhaupt und dem Sejm.
Im Jahr 1922 wurde Trąmpczyński zum Marschall des Senats in dessen erster Amtsperiode (bis 1927) gewählt. Trotz seiner kritischen Haltung gegenüber dem Umsturz von 1926 durch Józef Piłsudski übernahm er eine Vermittlerrolle zwischen den neuen Machthabern und den Anhängern der bisherigen Regierung. Dies trug zur Verhinderung eines Bürgerkrieges bei.
Nach dem Erlass der Verfassung von 1935 ging er in das Lager der Opposition über. Beigesetzt ist Trąmpczyński auf dem Ehrenfriedhof in Posen.